# Tagged Command Queuing
Il Tagged Command Queuing (TCQ) è una tecnologia introdotta in certi dischi rigidi ATA e SCSI. Permette al sistema operativo di inviare molteplici richieste di lettura e scrittura al disco rigido. L'ATA TCQ non è identico nel funzionamento rispetto al più efficiente Native Command Queuing (NCQ) utilizzato dalle unità SATA.
Prima del TCQ, un sistema operativo poteva inviare al disco solo una richiesta alla volta.
È presente nello standard SCSI-2.